# Aloe bicolor
Aloe bicolor é uma espécie de liliopsida do gênero Aloe, pertencente à família Asphodelaceae.